# Ares (Spanyolország)
Ares egy község Spanyolországban, A Coruña tartományban. Ares Fene és Mugardos községekkel határos. Lakosainak száma 6156 fő (2024).

## Népesség
A település lakosságának változását az alábbi diagram mutatja:
| Lakosok száma | 4918 | 5265 | 5405 | 5673 | 5801 | 5741 | 5672 | 5732 | 5997 | 6156 |
|               | 2001 | 2004 | 2006 | 2009 | 2011 | 2014 | 2016 | 2019 | 2021 | 2024 |